# Эль, Дженнифер
Дженнифер Энн Эль (англ. Jennifer Anne Ehle; род. 29 декабря 1969, Уинстон-Сейлем, штат Северная Каролина, США) — британско-американская актриса театра и кино. Двукратная обладательница премии «Тони». Получила известность после исполнения главной роли Элизабет Беннет в телесериале «Гордость и предубеждение» 1995 года.

## Биография
Дженнифер Эль родилась в семье американского писателя Джона Эля и английской актрисы Розмари Харрис. Уже в возрасте трёх лет она дебютировала на театральной сцене — со своей матерью, которая исполняла роль Бланш Дюбуа в возрождённом на Бродвее спектакле «Трамвай „Желание“» Теннесси Уильямса.
Детство Дженнифер прошло в Великобритании и в США. Она сменила 18 школ, среди которых была Академия искусств в Интерлошене (штат Мичиган). Драматическому искусству Дженнифер обучалась в Школе искусств Северной Каролины и в лондонской Центральной школе речи и драмы.
В 1992 году режиссёр Питер Холл дал Дженнифер Эль роль в телевизионной адаптации романа Мэри Уэсли «The Camomile Lawn». В сериале Дженнифер и её мать сыграли одного и того же персонажа в разные периоды его жизни.
В 1995 году исполнение роли Элизабет Беннет в телесериале Би-Би-Си по классическому роману Джейн Остин «Гордость и предубеждение» принесло Эль премию Британской академии кино и телевизионных искусств (BAFTA). Затем она добилась первой характерной роли в фильме «Дорога в рай».
Дженнифер продолжила карьеру, совмещая роли в кино и на театральной сцене. Её выступления заслужили одобрение критики, а в 2000 году актриса получила премию «Тони» за лучшую главную роль в театре, которой стал дебют на Бродвее в спектакле «Отражения, или Истинное» Тома Стоппарда. Мать Дженнифер Розмари Харрис была номинирована на эту премию в том же году за роль в спектакле «Waiting in the Wings».
После перерыва Эль вернулась на театральную сцену в 2005 году в спектакле «Филадельфийская история» режиссёра Кевина Спейси в лондонском театре Олд Вик. В 2006 году она сыграла леди Макбет в спектакле «Макбет» по Шекспиру. Дженнифер получила вторую премию Тони за исполнение трёх ролей в трилогии Стоппарда «Берег Утопии», который шёл с октября 2006 по май 2007 года.
Позже Эль снялась в фильмах «Перед дождём», «Гордость и слава», «Дочь Расселов». Она сыграла характерную роль в фильме Иштвана Сабо «Вкус солнечного света» (снова вместе с матерью в одной и той же роли).
В августе 2009 года было объявлено, что Эль сыграет роль в сериале HBO «Игра Престолов» по фэнтези-роману Джорджа Мартина «Песнь Льда и Огня», однако позже её заменили на Мишель Фэйрли.
В 2010 году Дженнифер Эль выступила в одной из главных ролей (вместе с Джоном Литгоу) в спектакле «Мистер и Миссис Фитч», представленном нью-йоркским театром Second Stage Theatre.
Эль сыграла одну из второстепенных ролей в фильме «Король говорит!», вышедшем в прокат в конце 2010 года. Её персонаж — Миртл Лог (жена Лайонела Лога). В 2015 году на экраны вышел фильм «Пятьдесят оттенков серого» по одноимённому роману, в котором Дженнифер сыграла Карлу Мэй Уилкс, мать главной героини. В 2015 году снялась в фильме «Призраки: Лучшая участь».
В 2016 году вышли две картины с участием Эль: «Маленькие мужчины» и «Тихая страсть». В 2017 году она сыграла в пьесе «Осло», которая получила премию Тони. Сама Дженнифер получила номинацию за лучшую женскую роль. В 2018 году Эль сыграла Барбару Бодин в сериале «Призрачная башня», в 2020 — одного из персонажей сериала «Правило Коми».

## Личная жизнь
С начала съёмок фильма «Гордость и предубеждение» встречалась с партнёром по фильму — Колином Фёртом. В 2001 году вышла замуж за писателя Майкла Райана. У них двое детей — сын Джордж (род. 6 февраля 2003) и дочь Талула (род. 4 марта 2009).

## Фильмография
| Год  |   | Русское название                     | Оригинальное название            | Роль                         |
| ---- | - | ------------------------------------ | -------------------------------- | ---------------------------- |
| 1992 | с |                                      | en:The Camomile Lawn             | Calypso                      |
| 1994 | ф | Пятый в квартете                     | Backbeat                         | Синтия Леннон (Пауэлл)       |
| 1994 | ф |                                      | Pleasure                         | Emma Desneuves               |
| 1994 | ф |                                      | Self Catering                    | Meryl                        |
| 1995 | с | Гордость и предубеждение             | Pride and Prejudice              | Элизабет Беннет              |
| 1995 | ф |                                      | Beyond Reason                    | Penny McAllister             |
| 1997 | ф | Дорога в рай                         | Paradise road                    | Розмари Лейтон-Джонс         |
| 1997 | ф | Спальни и прихожие                   | Bedrooms and Hallways            | Салли                        |
| 1997 | ф | Уайльд                               | Wilde                            | Констанция Ллойд Уайльд      |
| 1997 | с |                                      | Melissa                          | Melissa McKensie             |
| 1999 | ф | Вкус солнечного света                | Sunshine                         | Валери Зонненшайн            |
| 1999 | ф |                                      | en:This Year's Love              | Софи                         |
| 2002 | ф | Одержимость                          | Possession                       | поэтесса Кристабель Ламотт   |
| 2005 | ф |                                      | en:The River King                | Betsy Chase                  |
| 2006 | ф |                                      | Alpha Male                       | Alice Ferris                 |
| 2007 | ф |                                      | en:Before the Rains              | Laura Moores                 |
| 2008 | ф | Гордость и слава                     | Pride and Glory                  | Эбби Тирни                   |
| 2008 | ф | Майкл Клейтон                        | Michael Clayton                  | все сцены вырезаны           |
| 2008 | ф |                                      | The Russell Girl                 | Lorainne Morrissey           |
| 2009 | ф | Самый лучший                         | The Greatest                     | Джоан                        |
| 2010 | ф | Король говорит!                      | The King's Speech                | Миртл Лог                    |
| 2011 | ф | Заражение                            | Contagion                        | Элли Хекстолл                |
| 2011 | ф | Мартовские иды                       | The Ides of March                | Синди Моррис                 |
| 2011 | ф | Меняющие реальность                  | The Adjustment Bureau            | Brooklyn Ice House Bartender |
| 2011 | с | Одаренный человек                    | A Gifted Man                     | Анна Пол                     |
| 2012 | ф | Цель номер один                      | Zero Dark Thirty                 | Джессика                     |
| 2014 | ф |                                      | Spooks: The Greater Good         | Джеральдин Малтби            |
| 2014 | ф |                                      | The Forger                       | Ким Кьюттер                  |
| 2014 | ф | Версальский роман                    | A Little Chaos                   | мадам де Монтеспан           |
| 2014 | с | Чёрный список                        | The Blacklist                    | Мадлен Пратт                 |
| 2014 | ф |                                      | Black and White                  | миссис Андерсон              |
| 2014 | ф | Робокоп                              | RoboCop                          | Лиз Клайн                    |
| 2015 | ф | Пятьдесят оттенков серого            | Fifty Shades of Grey             | Карла Мэй Уилкс              |
| 2016 | ф | Основные принципы добра              | The Fundamentals of Caring       | Эльза                        |
| 2018 | ф | Голос люкс                           | Vox Lux                          | Джоси                        |
| 2018 | ф | Неправильное воспитание Кэмерон Пост | The Miseducation of Cameron Post | доктор Лидия Марш            |
| 2018 | ф | Я сражаюсь с великанами              | I Kill Giants                    | миссис Торсон                |
| 2019 | ф | Святая Мод                           | Saint Maud                       | Аманда                       |
| 2019 | ф | Игры разумов                         | The Professor and the Madman     | Ада Мюррей                   |
| 2019 | ф | Самоизоляция                         | The Wolf Hour                    | Марго                        |

## Награды и номинации
- 1991 — Премия Иена Чарльсона — за роль в спектакле по пьесе «Тартюф»
- 1992 — Премия журнала «Radio Times» лучшему новичку — за роль в телесериале «The Camomile Lawn»
- 1996 — Премия Британской академии кино и телевизионных искусств (BAFTA) — за роль в телесериале «Гордость и предубеждение»
- 1997 — Номинация на премию Британской академии кино и телевизионных искусств (BAFTA) — за роль в фильме «Уайльд»
- 2000 — Номинация на премию Внешнего Общества Критиков — за роль в спектакле по пьесе «Отражения, или Истинное»
- 2000 — Номинация на кинопремию Джини — за роль в фильме «Вкус солнечного света»
- 2000 — Номинация на театральную премию Лоренса Оливье — за роль в спектакле по пьесе «Отражения, или Истинное»
- 2000 — Премия Тони за лучшую главную роль в театре — за роль в спектакле по пьесе «Отражения, или Истинное»
- 2000 — Премия благотворительной организации Variety Club — за роль в спектакле по пьесе «Отражения, или Истинное»
- 2001 — Премия Спутник — за роль в фильме «Вкус солнечного света»
- 2007 — Номинация на премию Внешнего Общества Критиков — за роль в спектакле по пьесе «Берег Утопии»
- 2007 — Премия Тони за лучшую характерную роль в театре — за роль в спектакле по пьесе «Берег Утопии»